# Carey Lowell
Carey Lowell (Huntington, 11 febbraio 1961) è un'attrice ed ex modella statunitense.

## Biografia
Nata nello stato di New York, trascorre parte della sua infanzia viaggiando con suo padre, il geologo James Lowell. Studia al Bear Creek High School a Lakewood e, per un anno, Letteratura alla University of Colorado at Boulder, per poi firmare un contratto per l'agenzia di moda Ford Models. Trasferitasi a New York, lavora anche per Ralph Lauren e Calvin Klein, e si iscrive alla New York University. Desiderando divenire attrice, si iscrive anche alla Neighborhood Playhouse School of the Theatre di Manhattan.

## Vita privata
Dal 1984 al 1988 è stata sposata con il fotografo di moda John Stember. Nel 1989 sposa l'attore Griffin Dunne, da cui ha una figlia, Hannah, nata nell'aprile del 1990. Il matrimonio termina con il divorzio nel 1995.
La Lowell ha poi sposato l'attore Richard Gere il 9 novembre 2002, dopo la nascita del loro figlio Homer James Jigme Gere, nato nel febbraio 2000. A settembre 2013, i due si sono separati dopo 11 anni di matrimonio. La causa di divorzio è durata tre anni, si è svolta presso la Corte Suprema di New York e si è risolta nell'ottobre del 2016.

## Filmografia parziale

### Cinema
- Pericolosamente vicini (Dangerously Close), regia di Albert Pyun (1986)
- Club Paradise, regia di Harold Ramis (1986)
- Doppio gioco (Down Twisted), regia di Albert Pyun (1987)
- Lei, io e lui (Ich und Er), regia di Doris Dörrie (1988)
- 007 - Vendetta privata (Licence to Kill), regia di John Glen (1989)
- L'albero del male (The Guardian), regia di William Friedkin (1990)
- Per amore ho perso tutto (Road to Ruin), regia di Charlotte Brandstrom (1991)
- Insonnia d'amore (Sleepless in Seattle), regia di Nora Ephron (1993)
- Love Affair - Un grande amore (Love Affair), regia di Glenn Gordon Caron (1994)
- Via da Las Vegas (Leaving Las Vegas), regia di Mike Figgis (1995)
- Creature selvagge (Fierce Creatures), regia di Fred Schepisi e Robert Young (1997)

### Televisione
- Law & Order - I due volti della giustizia (Law & Order) - serie TV, 50 episodi (1996-2022)
- Law & Order - Il verdetto (Law & Order: Trial by Jury) - serie TV, 2 episodi (2005)
- Bull - serie TV, episodio 3x06 (2018)

## Doppiatrici italiane
- Alessandra Cassioli in Law & Order - I due volti della giustizia, Homicide, Life on the Street
- Francesca Fiorentini in Law & Order - Il verdetto, Blue Bloods
- Emanuela Rossi in 007 - Vendetta privata[1]
- Roberta Paladini ne L'albero del male
- Maura Cenciarelli in Insonnia d'amore